# Wytrzymałość na rozciąganie

Wykres statycznego rozciągania próbki z materiału ciągliwego (plastycznego); – naprężenie rzeczywiste (z uwzględnieniem przewężenia próbki); – naprężenie umowne (siła rozciągająca odniesiona do pola przekroju początkowego).

Wytrzymałość na rozciąganie to naprężenie odpowiadające największej sile rozciągającej {\displaystyle F_{m}} uzyskanej w czasie statycznej próby rozciągania, odniesionej do pierwotnego pola przekroju poprzecznego tej próbki:
{\displaystyle R_{m}={\frac {F_{m}}{S_{0}}},}
gdzie:
{\displaystyle F_{m}} – największa siła rozciągająca niepowodująca przewężenia próbki,
{\displaystyle S_{0}} – pole przekroju poprzecznego roboczej części przed obciążeniem próbki.
Na wykresie z próby rozciągania {\displaystyle R_{m}} reprezentowane jest przez maksimum krzywej.